# Caridina linduensis
Caridina linduensis е вид десетоного от семейство Atyidae. Видът е критично застрашен от изчезване.

## Разпространение и местообитание
Разпространен е в Индонезия (Сулавеси).
Обитава крайбрежията на сладководни басейни.